# La Ravachole

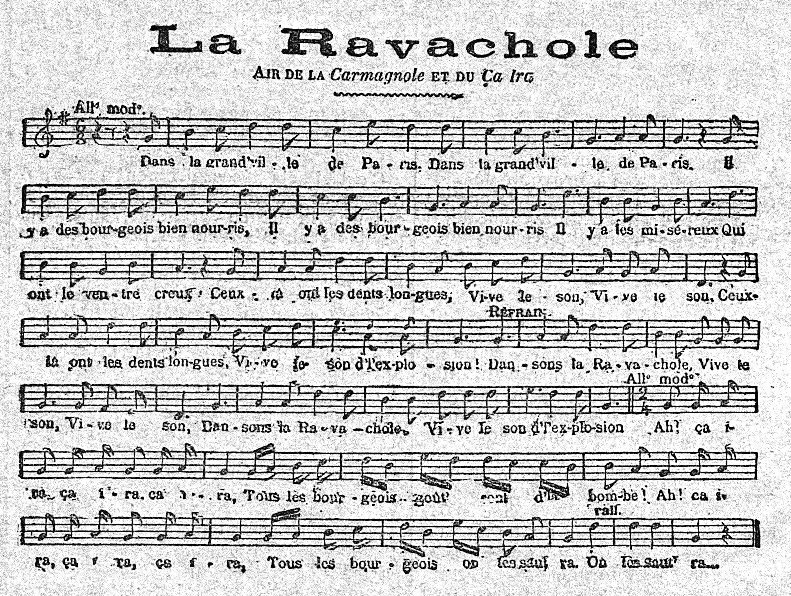
Partition de La Ravachole, publiée en 1894 dans le dossier « Le péril Anarchiste » du supplément littéraire du Figaro.

La Ravachole est un chant anarchiste attribué à Sébastien Faure qui l’aurait écrit en 1893. La chanson a été publiée pour la première fois dans l'Almanach du Père Peinard en 1894. Son nom fait référence à l’anarchiste François Ravachol qui avait réalisé des attentats à la bombe aux domiciles de magistrats responsables de la condamnation d'anarchistes (d’où les références à la dynamite et à l’explosion dans la chanson).

## Musique
Musicalement La Ravachole se chante sur l’air de La Carmagnole, un chant de la Révolution française. Les partitions de la Ravachole indiquent cependant « Air de La Carmagnole et du Ça ira ». Le refrain de La Ravachole reprend d’ailleurs quasiment le même refrain que La Carmagnole, en y modifiant certains éléments afin de donner un aspect « anarchiste » aux paroles. Il y est fait référence aux explosions et à la dynamite, éléments typiques des attentats anarchistes de la fin du XIXe siècle, d'ailleurs utilisés par Ravachol lui-même.
Mélodie de la Carmagnole, telle qu'imprimée en 1794 :

## Paroles
Dans la grand’ville de Paris

Dans la grand’ville de Paris

Il y a des bourgeois bien nourris

Il y a des bourgeois bien nourris

Il y a les miséreux

Qui ont le ventre creux :

Ceux-là ont les dents longues,

Vive le son, vive le son,

Ceux-là ont les dents longues,

Vive le son

D’l’explosion !

Refrain

Dansons la Ravachole,

Vive le son, vive le son,

Dansons la Ravachole,

Vive le son

D’l’explosion !

Ah, ça ira, ça ira, ça ira,

Tous les bourgeois goût’ront d’la bombe,

Ah ! ça ira, ça ira, ça ira,

Tous les bourgeois on les saut’ra...

On les saut’ra !

Il y a les magistrats vendus,

Il y a les magistrats vendus,

Il y a les financiers ventrus,

Il y a les financiers ventrus,

il y a les argousins.

Mais pour tous ces coquins

Il y a d’la dynamite,

Vive le son, vive le son,

Il y a d’la dynamite,

Vive le son

D’l’explosion !

Refrain

Il y a les sénateurs gâteux,

Il y a les sénateurs gâteux,

Il y a les députés véreux,

Il y a les députés véreux,

Il y a les généraux,

Assassins et bourreaux,

Bouchers en uniforme,

Vive le son, vive le son,

Bouchers en uniforme,

Vive le son

D’l’explosion !

Refrain

Il y a les hôtels des richards,

Il y a les hôtels des richards,

Tandis que les pauvres déchards,

Tandis que les pauvres déchards,

À demi morts de froid

Et soufflant dans leurs doigts,

Refilent la comète,

Vive le son, vive le son,

Refilent la comète,

Vive le son

D’l’explosion !

Refrain

Ah, nom de dieu, faut en finir !

Ah, nom de dieu, faut en finir !

Assez longtemps geindre et souffrir !

Assez longtemps geindre et souffrir !

Pas de guerre à moitié !

Plus de lâche pitié !

Mort à la bourgeoisie,

Vive le son, vive le son,

Mort à la bourgeoisie,

Vive le son

D’l’explosion !

Refrain